# Prefettura di Bas-Mono
La prefettura di Bas-Mono è una prefettura del Togo situato nella regione Marittima con 88.846 abitanti al censimento 2010. Il capoluogo è la città di Afagnagan.
La prefettura è stata istituita il 26 novembre 2009 con delibera dell'assemblea nazionale